# توم أرنولد
توم أرنولد (بالإنجليزية: Tom Arnold)‏ مواليد 6 مارس 1959 في آيوا، الولايات المتحدة، هو ممثل أمريكي بدأ مسيرته الفنية عام 1987.

## وصلات خارجية
- توم أرنولد على موقع IMDb (الإنجليزية)
- توم أرنولد على موقع روتن توميتوز (الإنجليزية)
- توم أرنولد على موقع ألو سيني (الفرنسية)
- توم أرنولد على موقع تيرنر كلاسيك موفيز (الإنجليزية)
- توم أرنولد على موقع أول موفي (الإنجليزية)
- توم أرنولد على موقع بوكس أوفيس موجو (الإنجليزية)
- توم أرنولد على موقع قاعدة بيانات الأفلام السويدية (السويدية)
- توم أرنولد على موقع إن إن دي بي (الإنجليزية)
- توم أرنولد على موقع قاعدة بيانات الفيلم (الإنجليزية)
- توم أرنولد على موقع كينوبويسك (الروسية)
- Hollywood.com’s Tom Arnold profile
- Tom Arnold's Crew Profile on The 1 Second Film website نسخة محفوظة 23 ديسمبر 2010 على موقع واي باك مشين.
- Tom Arnold in "April Showers"